# NGC 6390
NGC 6390 este o galaxie spirală situată în constelația Dragonul. A fost descoperită în 7 iulie 1885 de către Lewis A. Swift. Se află la o distanță de 48,75 de megaparseci de Pământ.